# Tordylium hirtocarpum
Tordylium hirtocarpum är en flockblommig växtart som beskrevs av Candargy. Tordylium hirtocarpum ingår i släktet Tordylium och familjen flockblommiga växter. Inga underarter finns listade i Catalogue of Life.